# Atletismo nos Jogos Olímpicos de Verão de 2008 - 50 km marcha atlética masculina
A competição masculina dos 50 km de marcha atlética nos Jogos Olímpicos de Verão de 2008 realizou-se no dia 22 de Agosto em Pequim, com chegada no Estádio Nacional.

## Medalhistas
| Ouro   | ITA Alex Schwazer      |
| Prata  | AUS Jared Tallent      |
| Bronze | RUS Denis Nizhegorodov |

## Recordes
Antes desta competição, os recordes mundiais e olímpicos da prova eram os seguintes:
| Tipo | Atleta              | Tempo   | Local      | Data                   |
| ---- | ------------------- | ------- | ---------- | ---------------------- |
|      | Denis Nizhegorodov  | 3:34:14 | Cheboksary | 11 de maio de 2008     |
|      | Vyacheslav Ivanenko | 3:38:29 | Seul       | 30 de setembro de 1988 |

## Results
| #                 | Atleta                       | País                |         | Notas |
| ----------------- | ---------------------------- | ------------------- | ------- | ----- |
| Medalha de ouro   | Alex Schwazer                | ITA Itália          | 3:37:09 | OR    |
| Medalha de prata  | Jared Tallent                | AUS Austrália       | 3:39:27 | PB    |
| Medalha de bronze | Denis Nizhegorodov           | RUS Rússia          | 3:40:14 |       |
| 4                 | Jesús Ángel García           | ESP Espanha         | 3:44:08 | SB    |
| 5                 | Erik Tysse                   | NOR Noruega         | 3:45:21 | PB    |
| 6                 | Horacio Nava                 | MEX México          | 3:45:21 | PB    |
| 7                 | Yuki Yamazaki                | JPN Japão           | 3:45:47 |       |
| 8                 | Rafal Fedaczynski            | POL Polônia         | 3:46:51 | PB    |
| 9                 | Grzegorz Sudol               | POL Polônia         | 3:47:18 |       |
| 10                | Luke Adams                   | AUS Austrália       | 3:47:45 | PB    |
| 11                | António Pereira              | POR Portugal        | 3:48:12 | NR    |
| 12                | Andre Hohne                  | GER Alemanha        | 3:49:52 |       |
| 13                | Mikel Odriozola              | ESP Espanha         | 3:51:30 |       |
| 14                | Jianbo Li                    | CHN China           | 3:52:20 |       |
| 15                | Jarkko Kinnunen              | FIN Finlândia       | 3:52:25 | PB    |
| 16                | Igors Kazakevics             | LAT Letônia         | 3:52:38 | PB    |
| 17                | Tianfeng Si                  | CHN China           | 3:52:58 |       |
| 18                | Jesús Sánchez                | MEX México          | 3:53:58 |       |
| 19                | Marco de Luca                | ITA Itália          | 3:54:47 |       |
| 20                | Antti Kempas                 | FIN Finlândia       | 3:55:19 | PB    |
| 21                | Chengliang Zhao              | CHN China           | 3:56:47 |       |
| 22                | Luis Fernando García         | GUA Guatemala       | 3:56:58 | SB    |
| 23                | Mario Iván Flores            | MEX México          | 3:58:04 |       |
| 24                | Sergiy Budza                 | UKR Ucrânia         | 3:58:21 | PB    |
| 25                | Fausto Quinde                | ECU Equador         | 3:59:28 | PB    |
| 26                | Santiago Pérez               | ESP Espanha         | 3:59:41 | SB    |
| 27                | Oleksiy Shelest              | UKR Ucrânia         | 3:59:46 |       |
| 28                | Eddy Riva                    | FRA França          | 4:00:49 |       |
| 29                | Takayuki Tanii               | JPN Japão           | 4:01:37 |       |
| 30                | Nenad Filipovic              | SRB Sérvia          | 4:02:16 | PB    |
| 31                | Dong-young Kim               | KOR Coreia do Sul   | 4:02:32 |       |
| 32                | Tadas Suskevicius            | LTU Lituânia        | 4:02:45 |       |
| 33                | Hatem Ghoula                 | TUN Tunísia         | 4:03:47 |       |
| 34                | Rodrigo Moreno               | COL Colômbia        | 4:03:52 |       |
| 35                | Milos Batovsky               | SVK Eslováquia      | 4:06:30 |       |
| 36                | Xavier Moreno                | ECU Equador         | 4:07:04 |       |
| 37                | Konstadinos Stefanopoulos    | GRE Grécia          | 4:07:53 |       |
| 38                | Tim Berrett                  | CAN Canadá          | 4:08:18 |       |
| 39                | Phillip Dunn                 | USA Estados Unidos  | 4:08:32 |       |
| 40                | Augusto Cardoso              | POR Portugal        | 4:09:00 |       |
| 41                | Mário José dos Santos Junior | BRA Brasil          | 4:10:25 |       |
| 42                | Ingus Janevics               | LAT Letônia         | 4:12:45 |       |
| 43                | Andrei Stsepanchuk           | BLR Bielorrússia    | 4:14:09 |       |
| 44                | Jamie Costin                 | IRL Irlanda         | 4:15:16 |       |
| 45                | Roman Bilek                  | CZE República Checa | 4:18:32 |       |
| 46                | Zoltan Czukor                | HUN Hungria         | 4:20:07 |       |
| 47                | Kazimir Verkin               | SVK Eslováquia      | 4:21:26 |       |
|                   | Oleksiy Kazanin              | UKR Ucrânia         | DNF     |       |
|                   | Yohann Diniz                 | FRA França          | DNF     |       |
|                   | Trond Nymark                 | NOR Noruega         | DNF     |       |
|                   | Donatas Skarnulis            | LTU Lituânia        | DNF     |       |
|                   | Sergey Kirdyapkin            | RUS Rússia          | DNF     |       |
|                   | Adam Rutter                  | AUS Austrália       | DNF     |       |
|                   | Peter Korcok                 | SVK Eslováquia      | DNF     |       |
|                   | Artur Brzozowski             | POL Polônia         | DQ      |       |
|                   | Diego Cafagna                | ITA Itália          | DQ      |       |
|                   | Colin Griffin                | IRL Irlanda         | DQ      |       |
|                   | Salvador Mira                | ESA El Salvador     | DQ      |       |
|                   | Darius Skarnulis             | LTU Lituânia        | DQ      |       |
|                   | Igor Erokhin                 | RUS Rússia          | DNS     |       |
|                   | João Vieira                  | POR Portugal        | DNS     |       |

Legenda
| Recorde mundial      | Recorde mundial (World record)               |                       | Recorde africano                      | Recorde africano (African) |                                           | Q | Classificado por posição (Qualified) |
| Recorde olímpico     | Recorde olímpico (Olympic record)            | Recorde da América    | Recorde da América (Americas)         | q                          | Classificado por melhor tempo (Qualified) |   |                                      |
| Melhor marca do ano  | Melhor marca do ano (World leading)          | Recorde asiático      | Recorde asiático (Asian)              | DNS                        | Não largou (Did not start)                |   |                                      |
| Recorde nacional     | Recorde nacional (National record)           | Recorde europeu       | Recorde europeu (European)            | DNF                        | Não terminou (Did not finish)             |   |                                      |
| Recorde pessoal      | Recorde pessoal do atleta (Personal best)    | Recorde da Oceania    | Recorde da Oceania (Oceania)          | DSQ / DQ                   | Desclassificado (Disqualified)            |   |                                      |
| Recorde da temporada | Recorde da temporada do atleta (Season best) | Recorde sul-americano | Recorde sul-americano (South America) | NM                         | Sem marca (No mark)                       |   |                                      |